# Elisabethstift

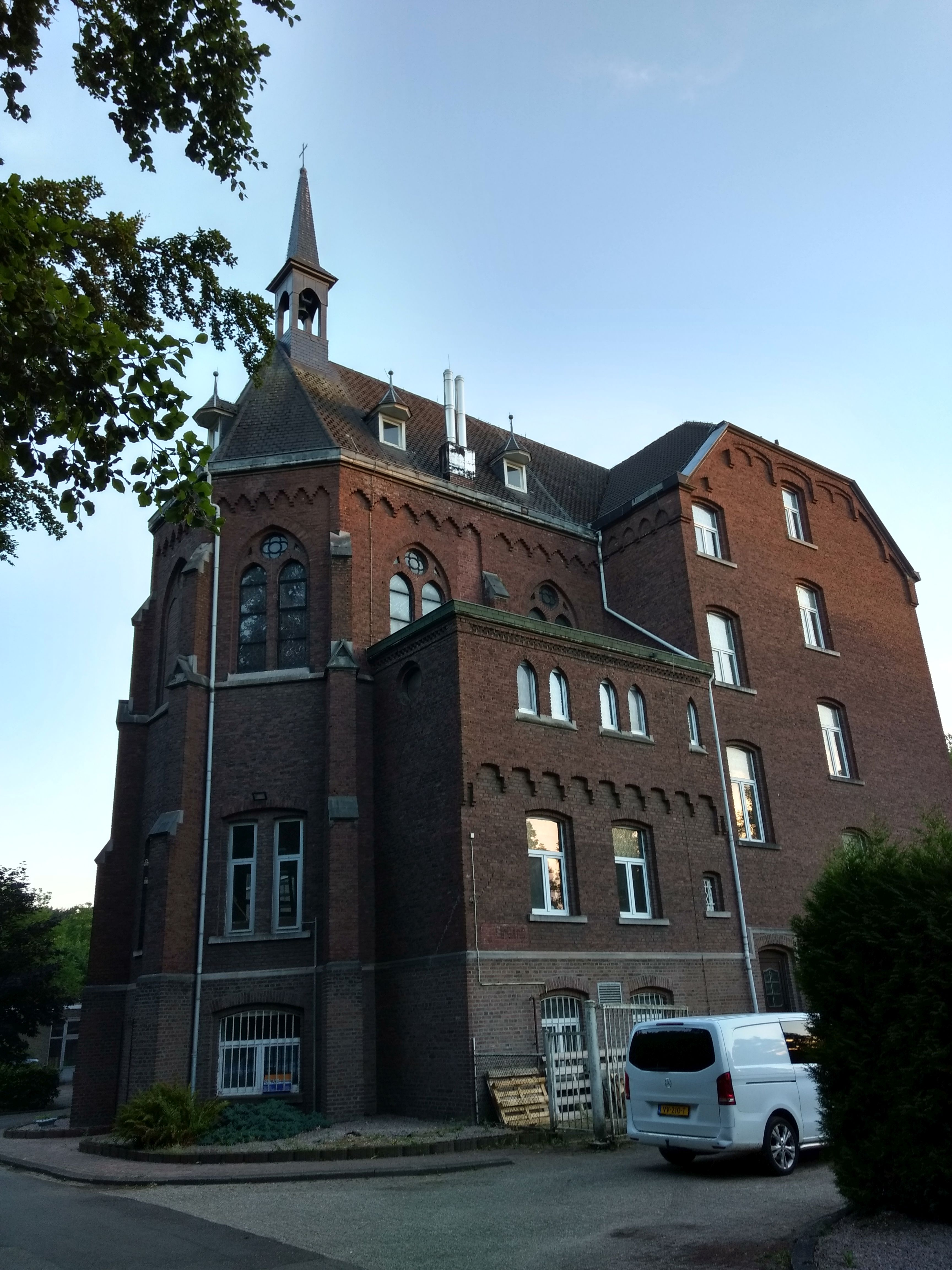

Het Elisabethstift is een voormalig klooster in de Kerkraadse wijk Ham, gelegen aan Hammolenweg 7.

## Geschiedenis
Dit klooster is gebouwd op de resten van Kasteel 's-Herenanstel nabij de Anstelerbeek, dat werd gesloopt. Toen werd er op de fundamenten een klooster gebouwd dat in 1877 gereed was en werd betrokken door de Zusters Elisabethinnen, welke vanwege de Kulturkampf in 1871 uit Duitsland waren verdreven.
In het klooster kwam een ziekenhuis, het Elisabeth-Spital, later Elisabeth-Ziekenhuis genaamd. Ook ouderen werden opgenomen. Daarnaast verzorgde het klooster de opleiding van novicen en de intredingen, aangezien dat in Duitsland niet meer was toegestaan.
Vanaf 1909 werd het klooster steeds meer gebruikt als verzorgingshuis voor bejaarden, terwijl de zusters van 1937-1985 ook een kleuterschool leidden. Tegenwoordig is het gebouw een bejaardentehuis.
Het is een groot bakstenen complex van vier bouwlagen. De kapel bevindt zich op de derde verdieping van een vleugel en heeft neogotische elementen. Het dak van de kapel heeft een open dakruiter die een klokje bevat.